# 學院貴公子 (專輯)
『abingdon boys school』是搖滾樂隊學院貴公子（以下用a.b.s.）的第1張專輯。2007年10月17日發售。

## 收錄曲
1. As One
（作詞:西川貴教　作曲:柴崎浩　編曲：abingdon boys school）
2. HOWLING -INCH UP-
（作詞:西川貴教　作曲:柴崎浩　編曲：abingdon boys school）
  - 原曲是2nd單曲『HOWLING』。
3. Via Dolorosa
（作詞:西川貴教　作曲:岸利至　編曲：abingdon boys school）
4. INNOCENT SORROW
（作詞:西川貴教　作曲:柴崎浩　編曲：abingdon boys school）
  - 1st單曲。
5. DOWN TO YOU
（作詞:西川貴教　作曲:柴崎浩　編曲：abingdon boys school）
6. アテナ
（作詞:西川貴教　作曲:岸利至　編曲：abingdon boys school）
7. stay away
（作詞:西川貴教　作曲:柴崎浩　編曲：abingdon boys school）
8. Nephilim
（作詞:西川貴教　作曲:岸利至　編曲：abingdon boys school）
  - 3rd單曲。
9. LOST REASON -feat. MICRO from HOME MADE 家族-
（作詞:西川貴教/MICRO　作曲:柴崎浩　編曲：abingdon boys school）
  - HOME MADE 家族的專輯『FAMILY TREE ～Side Works Collection Vol.1～』中也收錄。
10. DESIRE
（作詞:西川貴教　作曲:岸利至　編曲：abingdon boys school）
11. ドレス
（作詞:櫻井敦司　作曲:星野英彦　編曲：abingdon boys school）
12. ReBirth + ReVerse
（作曲:岸利至）
器樂曲。

## 参加音樂家
- 長谷川浩二：爵士鼓（#1-9,11）
- 平井直樹：爵士鼓（#10）
- IKUO：貝斯（#1-9,11）
- 根岸孝旨：貝斯（#10）
- MICRO：MC（#9）
- Lynne Hobday：Female Voice（#2,5）

## 外部連結
- abingdon boys school official web site（页面存档备份，存于）